# Rockbox
Rockbox — свободное программное обеспечение для замены встроенных прошивок цифровых аудиоплееров. Проект Rockbox начался в конце 2001 года и был впервые реализован на плеере Archos Studio.
Rockbox предлагает альтернативу встроенному программному обеспечению плеера, во многих случаях без удаления первоначальной прошивки. Внутреннее устройство Rockbox позволяет наращивать функциональность за счёт использования модулей расширения. Улучшение функциональности включает в себя приложения, утилиты и игры. Rockbox может обеспечить (retrofit) воспроизведение видео для плееров, выпущенных в середине 2000-х годов. Также Rockbox имеет управляемый голосом пользовательский интерфейс, подходящий для использования людьми с нарушением зрения.
При установке Rockbox во многих случаях не обязательно записывать его во флеш-память вместо заводской прошивки. Вместо этого в память записывается небольшой загрузчик, который позволяет выбирать, запустить ли Rockbox или заводскую прошивку.
Rockbox работает на большом количестве разнообразных звуковых устройств с очень различными способностями аппаратной части: от ранних Archos с их примитивными экранами до современных плееров с высокой чёткостью изображения, цифровым звуковым трактом и возможностями записи.
Обычно официальные прошивки превосходят Rockbox только в лучшей поддержке WMA. Также они могут обладать функцией хорошей и точной перемотки, с возможностью слышать проматываемый участок. В то же время на некоторых плеерах Rockbox не способен взять на себя все функции оригинальной прошивки, такие как загрузка файлов на плеер.
Следует отметить, что некоторые производители, в частности, iRiver, рассматривают установку Rockbox как нарушение гарантийного договора.

## Достоинства
- Поддержка огромного количества аудиокодеков:
  - MPEG audio layers I—III (MP3/MP2/MP1),
  - Ogg Vorbis (OGG),
  - MPEG-4 AAC,
  - Musepack,
  - AC3,
  - WMA,
  - WMA Pro,
  - Speex,
  - Cook,
  - ATRAC3,
  - TTA (True Audio),
  - FLAC,
  - WavPack (WV),
  - Shorten (SHN),
  - Apple Lossless (ALAC),
  - APE,
  - WAV,
  - Apple AIFF,
  - ADX,
  - SID,
  - NSF,
  - SAP,
  - SPC,
  - MOD.

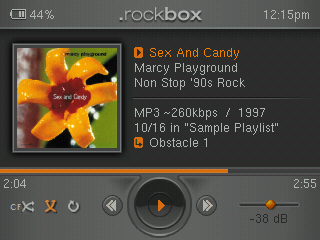
Одна из тем

- Качественные декодеры lossy аудиоформатов (и, соответственно, качественный даваемый ими звук)
- Поддержка многоуровневой структуры папок и возможности проиграть файлы каталоге по имени независимо от тегов (в плеерах, где этих двух способностей нет по умолчанию)
- Воспроизведение видео MPEG 1/2
- Запись с диктофона и радио в сжатые MP3 или WavPack
- Много плагинов (более 30 игр, будильник, калькулятор, секундомер и пр.)
- Экономное использование заряда батареи
- Воспроизведение без пауз (en:Gapless playback)
- 10-полосный полностью параметрический эквалайзер, регулировка ширины стерео
- Плавный регулятор громкости
- ReplayGain
- Очень много настроек, поддержка тем оформления
- Часы
- Многоязыковой интерфейс (возможно озвучивание меню)
- Ведение лога прослушиваний, для скробблинга на Last.fm
- Отсутствие DRM

## Недостатки
- Плохая поддержка WMA, обусловленная проприетарностью кодека.
- В зависимости от устройства потребление энергии может быть как более, так и менее экономным, в сравнении с оригинальной прошивкой.

## Поддерживаемые устройства
Rockbox работает на самых разных переносных аудиоустройствах с разными аппаратными возможностями, начиная от ранних моделей с монохромными текстовыми дисплеями, и заканчивая современными плеерами iPod, iriver и iAudio с цветными дисплеями высокого разрешения. Следующий список следует рассматривать, как список устройств, на которых Rockbox полностью либо же в значительной мере портирован без существенных недоработок. В разработке находятся порты на некоторые другие плееры, не представленные в этом списке.

### Archos
- Archos Player/Studio
- Archos Recorder
- Archos FM Recorder
- Archos V2 Recorder
- Ondio FM
- Ondio SP

### Hifiman

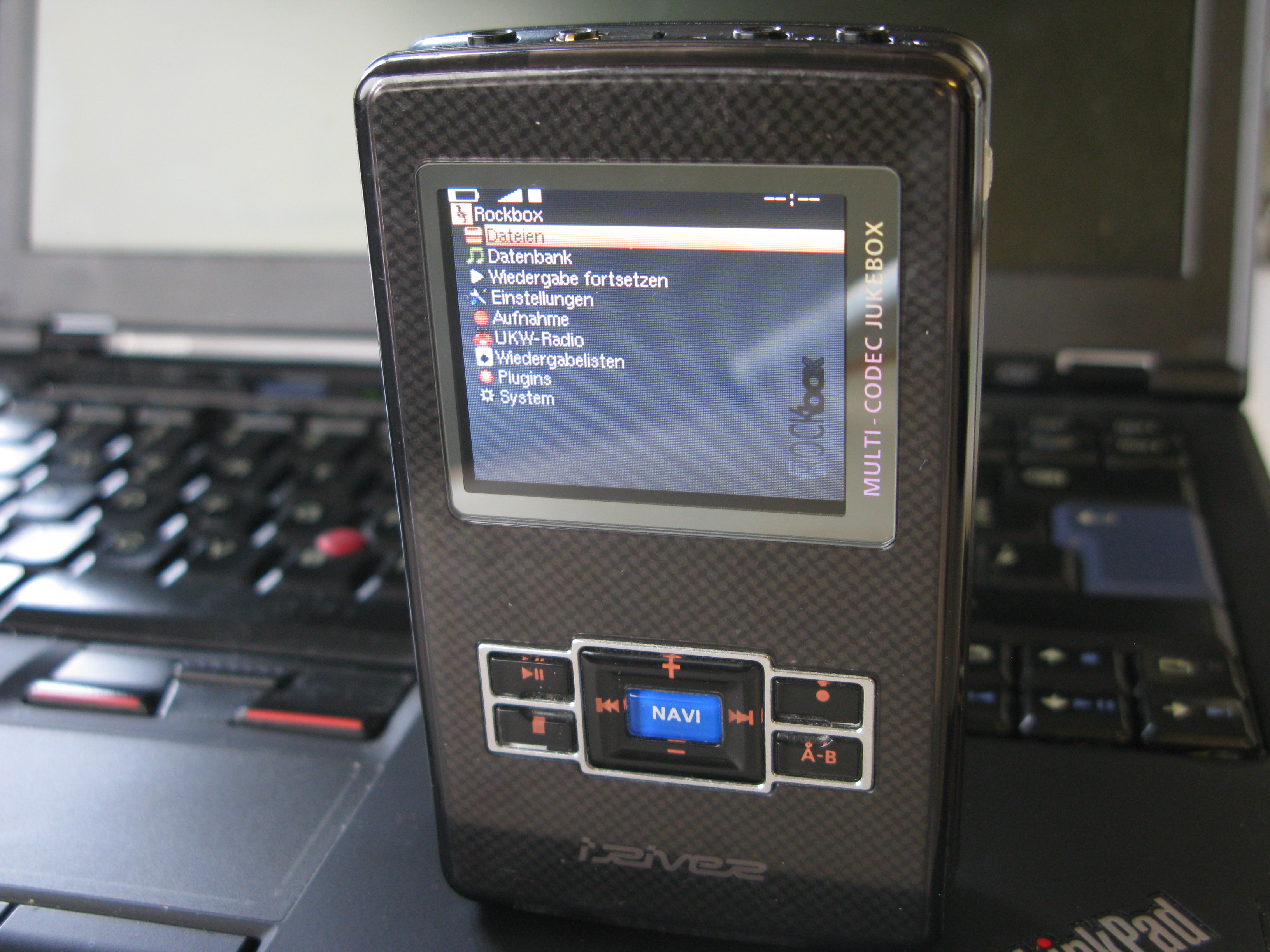
iriver H320

- HM-602
- HM-601 slim
- HM-801
- HM-603

IHIFI
- 770
- 800

### iriver
- модели серии H100 (H100/H110/H115/H120/H140)
- модели серии H300 (H320/H340)
- модели серии H10 (H10 5, 6, и 20GB)
- модели серии iHP100

### CowoniAUDIO
- X5 и X5L
- X5V
- M5 и M5L
- M3 и M3L
- D2/D2+ (имеются некоторые недоработки)

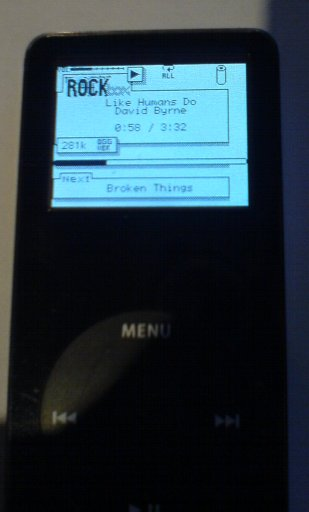
Apple iPod Nano

### Apple iPod
- iPod 1G
- iPod 2G
- iPod 3G (работают все функции, кроме USB)
- iPod 4G (цветная и ч/б версии, а также сепия)
- iPod 5G (включая версии 60 и 80 GB, также известные как 5.5G или 5.1G)
- iPod 6G (unstable версии для 80, 120 и 160GB)
- iPod Nano 1G
- iPod Nano 2G
- iPod Mini 1G
- iPod Mini 2G

### Samsung
- YH-820
- YH-920
- YH-925
- YP-R0

### xDuoo

xDuoo X3

- xDuoo X3
- XDuoo X3II
- xDuoo X20

### SandiskSansa
- c200 series v1
- e200 series v1
- e200 series v2
- Sansa Fuze v1, v2, Fuze+
- Sansa Clip v1, v2, Clip+, Clip Zip.

### Toshiba Gigabeat
- Toshiba Gigabeat F
- Toshiba Gigabeat X

### Motorola
- Motorola MING A1200(e)/ROKR E6
- Motorola ROKR E2
- Motorola ROKR EM30
- Motorola RIZR Z6
- Motorola ZINE ZN5
- Motorola VE66
- Motorola EM35
- Motorola ROKR E8

### Meizu
- M6 T1/TP, M6 SP, M6 SL, M3 (начало разработки)

### Olympus
- M:Robe 100
- M:Robe 500

### Packard Bell
- Vibe 500

### Rockchip
- Rockchip RK27XX